# Pobučí
Pobučí (německy Pobutsch) je součástí obce Jestřebí v okrese Šumperk. Je zde hornatý povrch. V blízkosti se nachází obec Krchleby a město Zábřeh.

## Název
Jak ukazuje nejstarší písemný doklad z roku 1275, vesnice se zprvu jmenovala Pobuz. Toto jméno (mužského rodu) bylo odvozeno od osobního jména Pobud (jehož základem bylo sloveso buditi) a znamenalo "Pobudův majetek". Po přechodu k ženskému rodu bylo jeho zakončení připodobněno ke jménům zakončeným na -č (jako Bezděč, Budeč, Telč). V roce 1924 byla ustanovena spisovná podoba Pobučí přikloněním k bučí - "porost buků".

## Historie
První písemná zmínka o obci pochází z roku 1275.

## Kulturní památky
V katastru obce jsou evidovány tyto kulturní památky:
- Kříž (u silnice) - pozdně rokoková kamenická práce z roku 1794
- Boží muka (u cesty do Jestřebí) - výtvarně působivá raně barokní sloupková boží muka z roku 1672

Ve vsi také stojí kostel svatého Jana a Pavla z roku 1832.